# Grete Jensen
Grete Jensen (født Hansen 15. marts 1906, død 12. november 1935 i København), var en dansk keramiker.
Grete var datter af folkeskolelærer Elise Hansen (f. Schoubye) og fynsmaleren Peter Hansen. Hun blev uddannet fra Kunstindustrimuseets keramiske skole, og var ophavskvinde til samt kunstnerisk leder af det firma, der fra 1928 gik under navnet "Hans og Grete Keramik", idet hun sluttede sig sammen med sin fætter, billedhugger Hans Syberg i etableringen af firmaet. Grete stod dels for keramikkens dekorationer - blomster, dyr og menneskefigurer - med sin lette og legende streg, men også for keramikkens formgivning. Hendes tegninger, formgivninger og æstetik blev overtaget af og kendetegn for firmaet Syberg Keramik, drevet af Hans Sybergs broder, Lars, som var forretningsmand, men ikke selv var keramiker.
Grete døde af sygdom i en ung alder, 29 år, men satte sit præg på samtidens kunstneriske design og keramik, og var en af sin samtids mest fremtrædende keramikere.
I farveholdning og lethed ses et slægtskab med de kvindelige kunstnere i hendes familie og omgandskreds, bl.a. Anna Syberg og Alhed Larsen. Grete var gift med Jens Jensen, Johannes V. Jensens ældste søn, fra hvem hun blev separeret kort tid før sin død.

## Galleri
- Fad - dansende par & musikere
- Tepotte - kvinder plukker teblade
- Kop - Jens på motorcykel
- Fad - mand med bue og eksotiske dyr